# Tasdorf
Tasdorf est une commune allemande du Schleswig-Holstein, située dans le sud-ouest de l'arrondissement de Plön, près de la ville de Neumünster. Tasdorf est la commune la plus petite des huit communes de l'Amt Bokhorst-Wankendorf dont le siège est à Wankendorf.